# واعظ مسلسل به دست
واعظ مسلسل به دست (به انگلیسی: Machine Gun Preacher) فیلمی محصول سال ۲۰۱۱ و به کارگردانی مارک فورستر است. در این فیلم بازیگرانی همچون جرارد باتلر، میشل موناهن، مایکل شنون، مادلین کارول و کتی بیکر ایفای نقش کرده‌اند.